# Aken (Elbe)
{

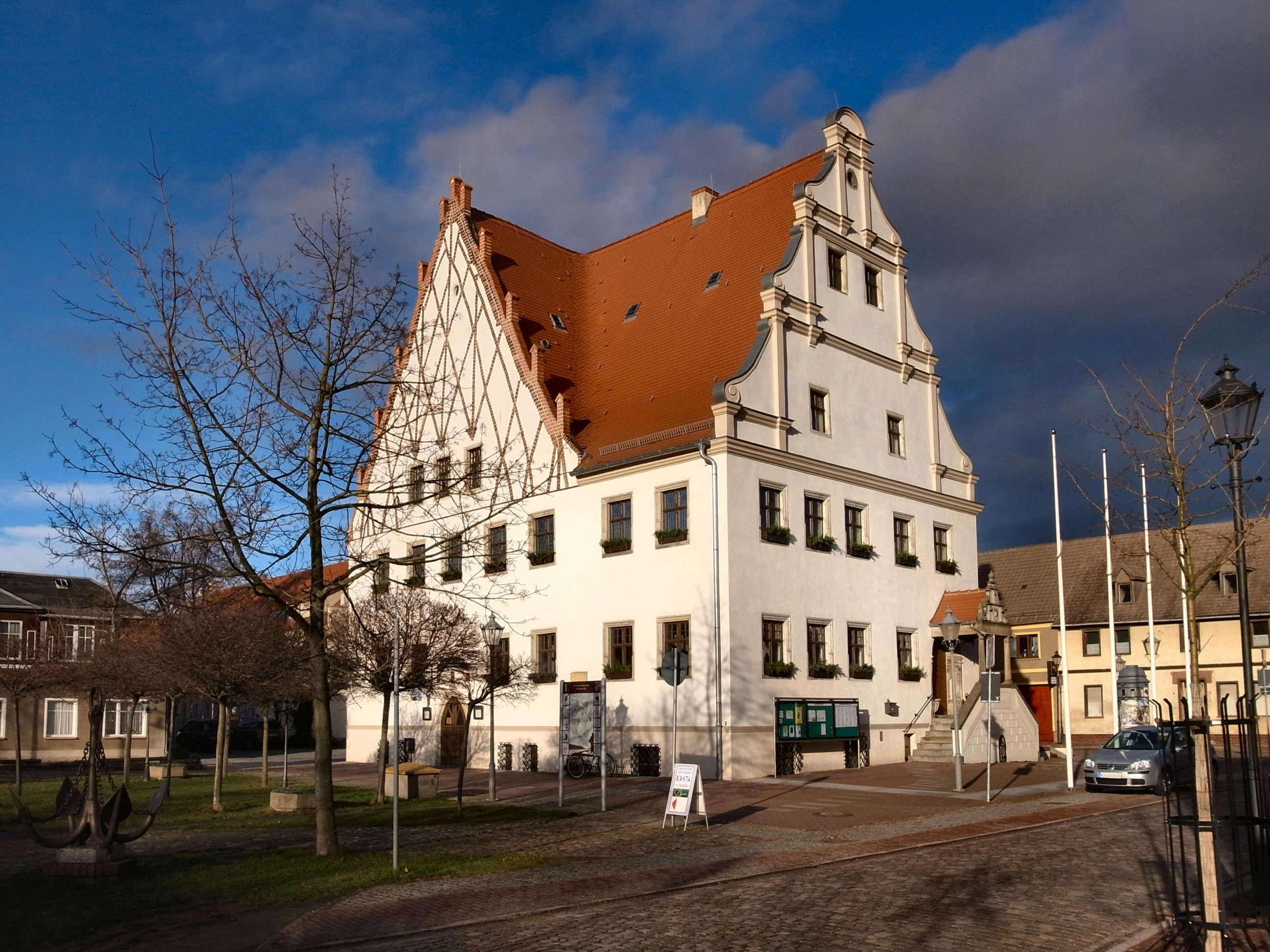
Aken

Aken (Elbe) [ˈaːkən] este un oraș din districtul Anhalt-Bitterfeld în Saxonia-Anhalt, Germania. Orașul este situat pe malul stâng al Râului Elba.